# Championnat de France féminin de kin-ball 2006-2007
Le championnat se déroule sur six journées: deux à Rennes, deux à Angers, une à Moncontour et une à Junior Association de Quintin.
Avant la dernière journée, Angers 1 est déjà sacré. L'équipe de Moncontour a déclaré forfait pour le reste de la saison et n'a pu participer qu'à trois journées de championnat
Les joueurs d'Angers 1, qui sont champions, sont les suivants : Jonathan Devault, Laurent Dommeau, Jean-Christophe Gorce, Steve Gauttier,Yoann Moreau et Armel Pineau.
| Classement | Equipes     | Total |
| ---------- | ----------- | ----- |
| 1er        | Angers 1    | 93    |
| 2e         | Angers 2    | 67    |
| 3e         | Rennes 2    | 58    |
| 4e         | Rennes 1    | 56    |
| 5e         | Montcontour | 26    |